# Winners (singolo)
Winners è un singolo del cantante svedese Mohombi, pubblicato il 22 febbraio 2020 su etichetta discografica Power House, parte del gruppo della Warner Music Sweden. Il brano è scritto dallo stesso interprete con Jimmy Jansson e Palle Hammarlund.
Con Winners il cantante ha preso parte a Melodifestivalen 2020, la competizione canora svedese utilizzata come processo di selezione per l'Eurovision Song Contest 2020. Essendo risultato uno dei due più votati dal pubblico fra i sette partecipanti alla sua semifinale, ha avuto accesso diretto alla finale del 7 marzo.

## Tracce
1. Winners – 3:05

## Classifiche
| Classifica (2020) | Posizione massima |
| ----------------- | ----------------- |
| Svezia            | 24                |